# Shared source
Shared source (en català, "codi font compartit") és un terme que descriu un dels mecanismes legals de Microsoft per a la distribució de codi font de programari. La iniciativa de codi font compartit de Microsoft (Shared Source Initiative), llançada el maig de 2001, inclou un espectre de tecnologies i llicències. La majoria de les seves ofertes de codi font estan disponibles per a ser descarregades després que es compleixin els criteris d'elegibilitat. Les llicències relacionades amb les ofertes van des de les de codi tancat, que permeten només la visualització del codi de referència, a les que permeten modificar-lo i redistribuir-lo tant amb objectius comercials com no comercials.

## Descripció general
Els programes de codi compartit permeten als individus i a les organitzacions accedir al codi font de Microsoft: com a referència (per exemple, en el desenvolupament de sistemes complementaris), per a revisió i auditoria des d'una perspectiva de seguretat (principalment demanat per algunes grans corporacions i governs) i per a possibles desenvolupaments (institucions acadèmiques, OEMs, desenvolupadors individuals).
Com a part del sistema, Microsoft va treure cinc llicències per a ús general. Dues d'elles, la llicència pública de Microsoft i la llicència recíproca de Microsoft, han estat aprovades per l'Open Source Initiative com a llicències de font obertes, i són considerades per la Free Software Foundation com a llicències de programari lliure. Altres llicències de codi compartit són "propietàries", i permeten així que el titular dels drets d'autor mantingui un control més estricte sobre l'ús del seu producte. La iniciativa shared source de Microsoft ha estat imitada per altres empreses, com RISC OS Open.
Microsoft també utilitza llicències específiques per alguns dels seus productes, per exemple, la llicència Shared Source CLI, i la llicència de Microsoft Windows Embedded CE 6.0.

## Llicències lliures i de codi obert
Dues llicències shared source de Microsoft, Microsoft Public License (Ms-PL) i Microsoft Reciprocal License (Ms-RL), són considerades com a font oberta per l'Open Source Initiative, i són lliures segons la Free Software Foundation.

### Microsoft Public License (Ms-PL)
Aquesta és la menys restrictiva de les llicències de Microsoft i permet la distribució de codi compilat ja sigui per a finalitats comercials o per a no comercials, sempre sota qualsevol llicència que compleixi amb les directrius MS-PL. La redistribució del codi font en si únicament està subjecte a la MS-PL. Inicialment s'anomenava Microsoft Permissive License, però fou reanomenada com a Microsoft Public License mentre s'estava revisant de cara a la seva aprovació per l'Open Source Initiative (OSI). La llicència va ser aprovada el 12 d'octubre de 2007 juntament amb la MS-RL. D'acord amb la Free Software Foundation, és una llicència de programari lliure. Però, no és compatible amb GPL GNU.

### Microsoft Reciprocal License (Ms-RL)
Aquesta llicència de Microsoft permet la distribució de codi derivat, sempre que els arxius font estiguin inclosos i mantinguin les directrius de la Ms-RL. La MS-RL permet que aquells arxius que es distribueixin però que no continguin codi originalment llicenciat d'acord amb la MS-RL siguin llicenciats d'acord amb l'elecció del titular dels drets d'autor. Això és equivalent a la CDDL, l'Ethernet Powerlink o a la LGPL (la GPL amb una típica "excepció d'enllaç"). Al principi era coneguda com la llicència comunitària de Microsoft, però fou rebatejada en el procés d'aprovació per part de l'OSI.
El 9 de desembre de 2005, la llicència Ms-RL es va presentar davant l'Open Source Initiative, per ser aprovat per John Cowan. L'OSI es va posar en contacte amb Microsoft i els va preguntar si volien que l'OSI procedís. Microsoft va respondre que no desitjava ser reactiva i que necessitaven temps per revisar aquesta decisió.
El juliol de 2007, durant l'O'Reilly Open Source Convention (Convenció de Codi Obert O'Reilly), Bill Hilf, director de treball de Microsoft en els projectes de codi obert, va anunciar que Microsoft havia presentat oficialment la Ms-PL i la Ms-RL a l'OSI per a la seva aprovació. Va ser aprovada el 12 d'octubre de 2007, juntament amb la MS-PL. D'acord amb la Free Software Foundation, és una llicència de programari lliure, però, no és compatible amb la GPL GNU.

## Llicències no lliures
Les altres llicències Shared source de Microsoft tenen diverses limitacions que les fan que no siguin Open source; per tant, no lliures d'acord amb la Free Software Foundation.
- Microsoft Reference Source License (Ms-RSL). Aquesta és la més restrictiva de les llicències de codi compartit de Microsoft. El codi font està disponible com a referència, principalment per poder veure les classes de codi font de Microsoft durant la depuració.[16] Els desenvolupadors no poden distribuir o modificar el codi per a finalitatss comercials o no comercials.[17] La llicència ha estat anteriorment abreujada amb les incials Ms-RL, però Ms-RL ara es refereix a la llicència recíproca de Microsoft.[12]

- Microsoft Limited Public License (Ms-LPL). Aquesta és una versió de la llicència pública de Microsoft en la qual els drets només es concedeixen als desenvolupadors de programari basat en Microsoft Windows.[18] Aquesta llicència no és de codi obert, tal com defineix l'OSI, ja que viola la condició que les llicències de codi obert han de ser tecnològicament neutrals.[19]

- Microsoft Limited Recíproca License (Ms-LRL). Aquesta és la versió de la llicència recíproca de Microsoft en la qual els drets només es concedeixen quan es desenvolupa un programari per a una plataforma Microsoft Windows.[20] Igual que la Ms-LPL, aquesta llicència no és de codi obert perquè tecnològicament no és neutral.[19]

## Crítica
Dues llicències de codi compartit específiques són interpretades com a llicències de programari lliure i llicències de codi obert per la FSF i l'OSI. No obstant això, el president de OSI, Michael Tiemann, considera que els termes "codi compartit" és en si mateixos són propis de l'àmbit del màrqueting creat per Microsoft. Ell sosté que és "un terme incorrecte que distreu i dilueix el missatge del codi obert mitjançant l'ús de termes que sonen de manera similar i amb ofertes de promeses que semblen similars".
Altres assenyalen que els desenvolupadors de codi obert mirant el codi publicat sota llicència de Microsoft podrien ser més tard acusats de robatori o còpia, si el seu propi codi és similar. El desenvolupador de GNOME i Mono, Miguel de Icaza adverteix als desenvolupadors de codi obert que no segueixin codis d'aquest tipus.

## Programes i projectes notables de Codi Compartit
- Microsoft Enterprise Source Licensing Program. Microsoft ofereix als clients empresarials l'accés visual a algunes parts d'algunes versions dels sistemes operatius Microsoft Windows. L'acord de llicència ESLP està entre les més restrictives de les llicències associades amb programes de codi compartit i no permeten modificacions del codi.

- Microsoft Windows Academic Program. El programa acadèmic de Windows ofereix a les universitats de tot el món conceptes, el codi font del nucli de Windows i projectes útils per a la integració de tecnologies de Windows a l'ensenyament i la investigació.

- Microsoft Shared Source Common Language Infrastructure. El primer programa de codi compartit d'àmplia distribució va ser el Shared Source CLI, la implementació de codi compartit de la infraestructura de llenguatge comú. La llicència permet la modificació no comercial i la distribució del codi font, sempre que totes les distribucions incloguin la llicència original o una que abasti els termes originals.

- Microsoft Shared Source Common Language Infrastructure no és tampoc un programari lliure d'acord amb la Free Software Foundation, ni cap codi obert aprovat per OSI.

- Windows Installer XML (Wix). Wix és un conjunt d'eines que construeix paquets de Windows Installer (MSI) des d'un document XML. Fou la primera oferta de Microsoft Shared Source en ser publicada a SourceForge; Wix està sota la llicència Common Public License (CPL).

- ASP.Net AJAX Control Toolkit. És un conjunt de controls i extensors que usen tecnologies AJAX per permetre als desenvolupadors millorar l'experiència del client en els seus llocs web. El kit d'eines està llicenciat sota la llicència pública de Microsoft (MS-PL) i està disponible en CodePlex, el portal de desenvolupament de la comunitat en línia de Microsoft per a projectes de desenvolupament colaborativo de programari.